# 동다군

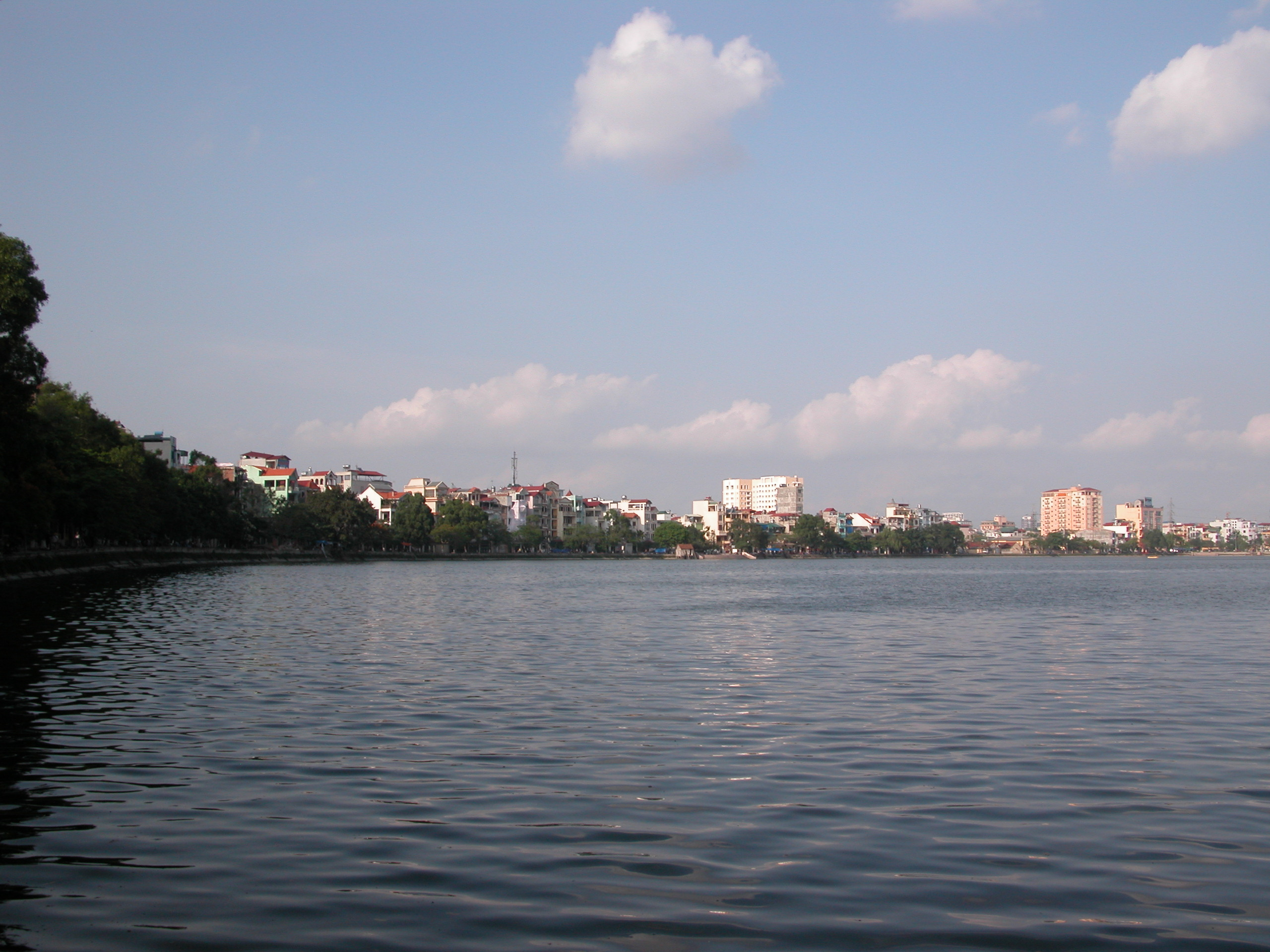
황큐호

동다군(Quận Đống Đa / 郡埬栘)은 베트남 하노이의 행정 구역이다. 면적은 9.96 km2이다. 동다군에는 하노이의 문화적 상징인 문묘가 있다. 동다군은 1788년 청나라군과의 사이에 일어난 동다 전투가 있었던 현장이다.

## 지리
동다군은 북쪽으로는 바딘군과 경계를 접하고 있고, 북동쪽으로는 호안끼엠군, 동쪽으로는 하이바쯩군, 남쪽으로는 타인쑤언군, 서쪽으로는 꺼우저이군과 경계를 접하고 있다.

## 행정구역
동다군은 21개의 프엉(坊)을 관할하고 있다.
- 반묘 (Văn Miếu / 文廟)
- 꾸옥투잠 (Quốc Tử Giám /國子監)
- 항봇 (Hàng Bột /行鉢)
- 남동 (Nam Đồng /南同)
- 쭝리엣 (Trung Liệt /忠烈)
- 캄티엔 (Khâm Thiên /欽天)
- 프엉리엔 (Phương Liên /芳蓮)
- 프엉마이 (Phương Mai /芳梅)
- 크엉트옹 (Khương Thượng /姜上)
- 응아떠소 (Ngã Tư Sở / 我四所)
- 랑트옹 (Láng Thượng / 廊上)
- 깟린 (Cát Linh /吉靈)
- 반츠옹 (Văn Chương / 文章)
- 오초주어 (Ô Chợ Dừa /塢𢄂椰)
- 꽝쭝 (Quang Trung / 光中)
- 토꽌 (Thổ Quan /土關)
- 쭝풍 (Trung Phụng / 中奉)
- 낌리엔 (Kim Liên /金蓮)
- 쭝떠 (Trung Tự /中寺)
- 타인꽝 (Thịnh Quang /盛珖)
- 랑하 (Láng Hạ / 廊下)

## 명소
- 하노이 역
- 문묘
- 항더이 경기장
- 랑 사원
- 낌리엔 사당
- 통녓 공원
- 박마이 병원
- 낌리엔 호텔
- 롯데마트

## 교육
- 유니언 대학교
- 하노이 법과 대학교
- 하노이 산업 미술 대학
- 하노이 의과 대학
- 베트남 국립 음악 아카데이

## 같이 보기
- 문묘 (하노이)